# Казље
Казље (словен. Kazlje) је мало насеље у општини Сежана која припада покрајини Приморска у статистичкој Обално-Крашкој регији.
Казље се налази на надморској висини 328,5 м површине 7,25 км². Приликом пописа становништва 2011. године насеље је имало 185 становника

## Културна баштина
Локална црква, саграђена недалеко од насеља, посвећена је Светом Лавренцу и припада парохији Томај. Саграђена је почетком 17. века, освештана 1634. обновљенаа 1799. Звоник обновљен 1864. Ентеријер је опремљен и уређен у каснобарокном стилу крајем 19. века.. 
Поред цркве постоји још 9 објеката регистрованих као непокретна културна добра.
]</ref>